# Bart Simpson
Bartholomew Jojo Simpson, conosciuto semplicemente come Bart Simpson, è un personaggio immaginario ed uno dei protagonisti della serie televisiva a cartoni animati statunitense I Simpson. È doppiato, nella versione originale, da Nancy Cartwright e il personaggio comparve per la prima volta nel cortometraggio Good night il 19 aprile 1987 all'interno del The Tracey Ullman Show. Bart è conosciuto anche con l'alterego del famoso criminale El Barto e del giustiziere mascherato, Bartman.
Bart è stato creato e disegnato dal fumettista Matt Groening mentre si trovava nell'atrio dell'ufficio di James L. Brooks; Groening era stato chiamato per fare dei cortometraggi basati su un altro suo fumetto, Life in Hell, ma alla fine decise di creare un nuovo tipo di personaggi. Mentre gli altri componenti della famiglia Simpson hanno preso il proprio nome dai membri della famiglia di Groening, il nome di Bart è stato scelto in quanto è l'anagramma della parola brat (cioè monello in inglese). Dopo che i cortometraggi sono stati mandati in onda per tre anni nel The Tracey Ullman Show, la famiglia Simpson fece il suo debutto come serie il 17 dicembre 1989 sulla rete televisiva Fox.
Bart ha 10 anni ed è il primogenito e unico figlio maschio di Homer e Marge, e il fratello maggiore di Lisa e Maggie. È noto per la sua malizia, il suo atteggiamento ribelle e la sua mancanza di rispetto per l'autorità, sebbene occasionalmente sia anche perbene e altruista. Il personaggio è apparso in altri ambiti legati ai Simpson, come l'omonimo film, videogiochi, pubblicità, fumetti e ha ispirato un'intera linea di merchandising. Le sue caratteristiche tipiche sono le frasi alla lavagna nella sigla iniziale, gli scherzi telefonici nei confronti del barista Boe Szyslak. Al telefono con quest'ultimo dice di cercare delle persone che hanno nomi e cognomi strani che fanno ridere tutti i clienti del barista. Le frasi tormentone sono "Ciucciati il calzino" (in originale "Eat my shorts"), "E che cacchio/Eh la peppa (dalla stagione 20)" (in originale "¡Ay, caramba!") e "Non farti infartare" (in originale "Don't have a cow, man!").
Nel corso delle prime due stagioni de I Simpson, Bart era il personaggio di spicco della serie e da ciò nacque la Bartmania: diventarono popolari le magliette con stampati vari suoi slogan e frasi tormentone, tanto da venderne a un ritmo di un milione al giorno all'apice del successo; la canzone Do the Bartman arrivò in prima posizione nella classifica dei singoli più venduti e divenne il settimo singolo più venduto del 1991 nel Regno Unito. L'atteggiamento ribelle di Bart e l'orgoglio di rendere al di sotto delle sue capacità provocò in molti genitori e insegnanti l'idea che il personaggio fosse un modello di comportamento negativo: infatti una maglietta con sopra scritto "Sono Bart Simpson. E tu chi diavolo sei?" (in originale "I'm Bart Simpson. Who the hell are you?") fu vietata in molte scuole pubbliche. Intorno alla 3ª stagione la serie iniziò a focalizzarsi di più sulla famiglia Simpson come gruppo insieme ai loro amici, sebbene Bart sia rimasto uno dei protagonisti più importanti.
La rivista TIME inserì Bart nella lista delle cento persone più importanti del XX secolo e fu nominato come "uomo di spettacolo dell'anno" nel 1990 dalla rivista Entertainment Weekly. Nancy Cartwright ha vinto molti premi per il doppiaggio di Bart, compresi un Emmy Award nel 1992 e un Annie Award nel 1995. Nel 2000 a Bart e alla sua famiglia venne assegnata una stella nella Hollywood Walk of Fame.

## Ruolo neI Simpson
Nella serie I Simpson gli eventi sembrano non seguire alcuna continuità narrativa, infatti i personaggi non invecchiano e le vicende sembrano essere ambientate in un periodo di tempo contemporaneo a quello reale. In alcuni episodi gli eventi sono correlati a tempi specifici, sebbene a volte questa linea temporale venga contraddetta successivamente. Nell'episodio Ho sposato Marge viene affermato che l'anno di nascita di Bart è all'inizio degli anni ottanta. Nell'episodio Simpsorama Homer chiede il giorno del compleanno a Bart, per provare che sia realmente lui e non uno dei suoi "discendenti" e il ragazzo gli risponde 23 febbraio. Egli ha vissuto con i genitori nella zona Lower East di Springfield fino a quando la famiglia si è trasferita al 742 Evergreen Terrace. Dopo che è nata sua sorella Lisa, Bart era molto geloso delle attenzioni maggiori che le venivano rivolte (si arrabbiò talmente tanto che voleva addirittura lasciare casa e famiglia), ma successivamente cambiò opinione una volta che scoprì che la prima parola pronunciata dalla sorella è stata "Bart". Il primo giorno di scuola di Bart, raccontato nell'episodio Il sassofono di Lisa, è stato all'inizio degli anni novanta: il suo entusiasmo iniziale venne stroncato dall'indifferenza della sua maestra e la madre Marge iniziò a preoccuparsi dello stato d'animo del figlio; un giorno, durante un intervallo, Bart incontrò Milhouse Van Houten e iniziò a intrattenere lui e altri studenti con vari gesti e parole scortesi. Il preside Skinner, vedendo quanto stava facendo il ragazzo, gli disse: "Hai appena iniziato la scuola, e la strada che scegli adesso potrebbe essere quella che seguirai per il resto della tua vita! Allora, cos'hai da dire in proposito?" e, per tutta risposta, Bart affermò "Ciucciati il calzino". L'episodio Lo show degli anni '90 ha contraddetto gran parte delle vicende riguardanti il passato della famiglia: per esempio, viene affermato che Homer e Marge erano senza figli all'inizio degli anni '90.
Tra i passatempi preferiti di Bart vi sono l'andare in skateboard, guardare la televisione (in particolare lo  Show di Krusty il Clown che ha al suo interno il cartone di Grattachecca e Fichetto), leggere fumetti (in particolare quello dell'Uomo Radioattivo), giocare ai videogiochi e in generale combinare guai; nel corso della serie frequenta la quarta elementare nella scuola di Springfield ed è alunno della maestra Edna Caprapall. Nonostante sia troppo giovane per avere un lavoro a tempo pieno, in alcune occasioni si è cimentato in lavori part time, infatti nell'episodio Bart l'assassino ha lavorato come barista nel circolo di Tony Ciccione, è stato assistente di Krusty il Clown nell'episodio Bart diventa famoso, ha fatto il portiere alla Maison Derrière, un circolo di burlesque, nell'episodio Il notturno di Bart e inoltre, nell'episodio Il nemico di Homer, ha posseduto per un breve periodo una fabbrica.

## Personaggio

### Creazione

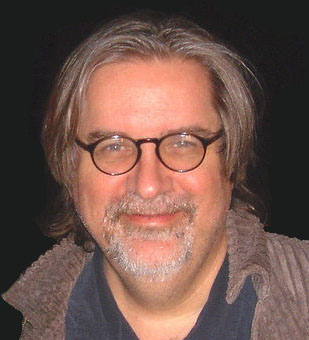
Matt Groening ha creato Bart mentre era in attesa nell'ufficio di James L. Brooks

Matt Groening concepì il personaggio di Bart e il resto della famiglia Simpson nel 1986 nell'atrio dell'ufficio del produttore James L. Brooks. Groening era stato chiamato per creare una serie di corti animati per il The Tracey Ullman Show e aveva intenzione di presentare un adattamento del suo fumetto Life in Hell. Quando si rese conto che l'animazione di quest'opera avrebbe richiesto l'annullamento dei diritti di pubblicazione, egli decise di fare un'altra scelta e creò una versione di una famiglia atipica, dando ai vari componenti i nomi della propria famiglia: per il figlio ribelle, invece del proprio nome, Groening decise di usare Bart che è l'anagramma della parola inglese brat, che significa monello, poiché riteneva che sarebbe stato troppo scontato chiamare il personaggio Matt. L'iniziale J del secondo nome di Bart, che secondo il libro Bart Simpson. Guida alla vita sta per JoJo, è una sorta di tributo ad altri personaggi animati come Bullwinkle J. Moose e Rocket J. Squirrel di The Rocky and Bullwinkle Show, i quali ottennero il loro secondo nome dal creatore della serie, ovvero Jay Ward.
Bart era stato inizialmente concepito come "un ragazzo molto più mite, preoccupato da un'angoscia esistenziale", ma il personaggio venne modificato basandosi sul doppiaggio della Cartwright; Groening ha attribuito l'ispirazione per il personaggio di Bart a diverse persone, sia reali che immaginarie: Groening prese dal fratello maggiore Mark gran parte dell'atteggiamento che caratterizza Bart, inoltre il personaggio è stato concepito come una versione estrema di altri ragazzi immaginari con comportamenti fuori dalle righe, unendo insieme le caratteristiche estreme di personaggi come Tom Sawyer e Huckleberry Finn in un'unica persona. Groening descrisse inoltre Bart come "cosa sarebbe successo se Eddie Haskell [personaggio de Il carissimo Billy] avesse avuto la propria serie". Infine Groening disse che era rimasto deluso dalla serie televisiva Dennis the menace (tradotto in italiano con "Dennis la minaccia", ma "menace" può anche significare pericolo, peste) viste le premesse del titolo e questo lo motivò a creare un personaggio che fosse veramente pestifero.
Bart fece il suo debutto con il resto della famiglia il 19 aprile 1987 nel primo cortometraggio Good night trasmesso durante il The Tracey Ullman Show. Nel 1989 i cortometraggi furono sostituiti da episodi di mezz'ora in onda sul canale Fox nei quali Bart e la sua famiglia rimasero i protagonisti.

### Evoluzione grafica
L'intera famiglia Simpson è stata disegnata in modo da avere una sagoma e una forma riconoscibile. All'inizio la famiglia fu disegnata sommariamente, poiché Groening, sottoponendo degli schizzi agli animatori, pensò che questi ultimi avrebbero ripulito e migliorato i disegni di base, invece essi ricalcarono solamente gli schizzi. Il disegno originale di Bart apparso nei primi cortometraggi aveva capelli più appuntiti e le punte dei capelli erano di lunghezza differente; il numero di punte fu successivamente limitato a nove, tutte della stessa lunghezza. In quel periodo Groening disegnava il personaggio principalmente in nero e "non pensando che Bart alla fine sarebbe stato disegnato a colori" dandogli delle punte dei capelli che apparivano come un'estensione della sua testa. Le caratteristiche grafiche di Bart non sono utilizzate di solito negli altri personaggi: per esempio, negli episodi più recenti, nessun personaggio ha una capigliatura simile a quella di Bart, nonostante alcuni personaggi di secondo piano nelle prime stagioni condividessero questa peculiarità.
La forma rettangolare di base per la testa di Bart è stata descritta da Mark Kirkland come una tazza da caffè; anche la testa di Homer è rettangolare (con una cupola in cima), mentre per Marge, Lisa e Maggie vengono usate delle sfere. I diversi animatori che lavorano per la serie hanno metodi differenti per disegnare Bart: Jeffrey Lynch comincia disegnando una scatola, aggiungendo successivamente gli occhi, la bocca, le punte dei capelli, le orecchie e infine il resto del corpo; Matt Groening inizia in genere con gli occhi, disegnando poi il naso e successivamente il resto della sagoma della testa di Bart. Il problema principale per gli animatori è disegnare uniformemente le punte dei capelli di Bart: un trucco che usano è disegnarne una a destra, una a sinistra, una in mezzo e poi continuare ad aggiungerne una nello spazio vuoto fino a quando non sono nove. All'inizio, quando Bart doveva essere disegnato da un angolo in cui guardava verso il basso così da poter rendere visibile la parte superiore della testa, Groening voleva che ci fossero delle punte lungo il contorno della testa e anche al centro della stessa, invece Wes Archer e David Silverman lo disegnarono con le punte messe solo sul contorno della testa e lasciando solo una macchia piatta nel mezzo perché "funzionava dal punto di vista grafico." Nell'episodio L'azzurro e il grigio Bart, insieme alle sorelle Lisa e Maggie, solleva infine dei dubbi sul perché la sua testa non ha un bordo visibile che la separa dai capelli.
Nell'episodio La paura fa novanta VI della 7ª stagione Bart, insieme a Homer, fu trasformato in un personaggio tridimensionale per la prima volta grazie alla grafica computerizzata nel segmento Homer³; i direttori per l'animazione computerizzata sono stati forniti dalla Pacific Data Images. Durante la creazione del disegno in 3D del personaggio, gli animatori non sapevano come avrebbero realizzato i capelli di Bart; quando si accorsero che erano state messe in commercio delle bambole raffiguranti Bart, decisero di acquistarne una e di usarla come modello.

### Doppiaggio

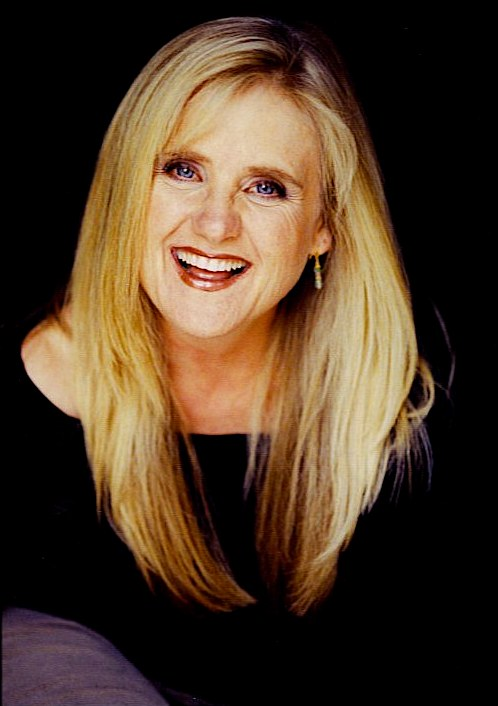
Nancy Cartwright è la doppiatrice di Bart

La voce di Bart è doppiata nella versione originale da Nancy Cartwright, la quale presta la propria voce anche ad altri personaggi de I Simpson, come Nelson Muntz, Ralph Winchester, Todd Flanders e Patata. Mentre i ruoli di Homer e Marge sono stati assegnati a Dan Castellaneta e Julie Kavner poiché facevano già parte del cast del The Tracey Ullman Show, i produttori decisero di organizzare un casting per i ruoli di Bart e Lisa; Yeardley Smith fece inizialmente richiesta per il ruolo di Bart, ma il direttore del casting Bonita Pietila riteneva che la sua voce fosse troppo alta; successivamente le fu dato il ruolo di Lisa. Nancy Cartwright, il 13 marzo 1987, andò al provino per il ruolo di Lisa e, dopo essere arrivata, notò che quel personaggio era descritto come una "bambina normale" e senza molta personalità; Cartwright si dimostrò interessata successivamente al ruolo di Bart, che era descritto come un personaggio "ambiguo, che rende al di sotto delle proprie capacità, che odia la scuola, irriverente e furbo". Matt Groening le permise di fare il provino e, dopo averla sentita, le diede il ruolo sul momento. Cartwright è l'unica dei sei doppiatori principali della serie che ha seguito un corso di doppiaggio prima di lavorare per I Simpson.
Il tono di voce normale della Cartwright non ha "tracce evidenti di Bart"; è solo durante il doppiaggio che la voce di Bart le viene in modo naturale. Prima di far parte del The Tracey Ullman Show, ha usato alcuni elementi che utilizzerà successivamente per la voce di Bart in serie TV come Vola mio mini pony, Snorky e Gli Amici Cercafamiglia; Cartwright ha affermato che la voce di Bart è facile da realizzare, aggiungendo che "alcuni personaggi richiedono un po' più di sforzo, come il controllo delle vie respiratorie superiori e tutto ciò che è tecnico. Ma Bart è facile da fare. Mi posso calare nella parte senza difficoltà". Di solito la Cartwright esegue cinque o sei letture di ogni fase del doppiaggio così da poter dare ai produttori nuovo materiale su cui lavorare. Anche negli episodi in cui sono presenti delle prolessi la Cartwright esegue il doppiaggio di Bart: per l'episodio Il matrimonio di Lisa la voce di Bart è stata abbassata elettronicamente.
Nonostante la fama ottenuta da Bart, la Cartwright viene riconosciuta raramente in pubblico; nelle occasioni in cui viene riconosciuta per strada e le viene chiesto di eseguire la voce di Bart di fronte a dei bambini, ella si rifiuta poiché questo "[li] fa andare fuori di testa". Durante la prima stagione de I Simpson, la Fox non permise alla Cartwright di concedere interviste perché la rete televisiva non voleva rendere noto che Bart fosse doppiato da una donna.
Fino al 1998 Cartwright riceveva un compenso di 30 000 dollari ad episodio. Durante una vertenza sul compenso avvenuta nel 1998, la Fox minacciò di sostituire i sei doppiatori principali con nuovi attori, tanto che furono preparati i provini per la ricerca delle nuove voci. Alla fine la contesa si risolse e Cartwright ricevette 125 000 dollari ad episodio fino al 2004, quando l'attrice chiese di aumentare la sua retribuzione fino a 360 000 dollari a puntata. L'accordo fu raggiunto un mese dopo e Cartwright arrivò a guadagnare 250 000 dollari per episodio. Dopo una nuova rinegoziazione del contratto avvenuta nel 2008, la doppiatrice riceveva all'incirca 400 000 dollari per episodio, ma tre anni dopo la Fox ha chiesto una riduzione dei costi di produzione per permettere il proseguimento della serie, perciò la Cartwright e gli altri componenti del cast hanno accettato una riduzione del trenta per cento del loro salario, che in questo modo è diventato di 300 000 dollari a puntata.
Nella versione italiana la voce di Bart è stata doppiata dalla prima stagione alla ventiduesima da Ilaria Stagni, che in questo lasso temporale è stata sostituita da Francesca Guadagno in due episodi, La cometa di Bart e E con Maggie son tre. Nel marzo 2012, durante la proposta di rinnovo del contratto in cui era prevista una forte riduzione dello stipendio (500 euro a episodio contro i 300 000 dollari dell'omologa statunitense), la Stagni per protesta abbandona il cast insieme con Liù Bosisio, doppiatrice di Marge Simpson. Al suo posto viene scelta come nuova voce di Bart Gaia Bolognesi.

### Caratterizzazione
All'inizio della gran parte degli episodi de I Simpson, l'inquadratura passa dalla vista aerea della città alla scuola elementare nella quale viene ripreso Bart mentre scrive una frase alla lavagna; questo messaggio, che cambia ad ogni episodio, è noto come la "frase alla lavagna" ed essa può riguardare battute su questioni politiche come Il primo emendamento non include i rutti, riferimenti alla cultura di massa come Non sono in grado di vedere i defunti e metacitazioni come Non sono una donna di 32 anni e Queste nessuno le legge più. Gli animatori sono in grado di creare velocemente le scene con la frase alla lavagna e in alcuni casi l'hanno modificata per adattarsi agli avvenimenti di attualità: per esempio, la frase alla lavagna dell'episodio Homer l'eretico è Non diffamerò New Orleans la quale voleva essere una richiesta di scuse nei confronti della città a causa di una canzone controversa presente nell'episodio della settimana precedente in cui la città viene definita la "terra di pirati, prostitute e ubriaconi". Molti episodi non contengono la sequenza della frase alla lavagna per poter avere una sigla iniziale più corta e lasciare quindi maggior spazio per lo sviluppo della trama dell'episodio.
Uno dei primi elementi caratteristici di Bart erano gli scherzi telefonici fatti nei confronti di Boe Szyslak, proprietario dell'omonima taverna, in cui Bart chiama Boe e gli chiede se c'è una persona utilizzando un gioco di parole; Boe inizia a chiamare quella persona per vedere se è presente nel bar, ma egli si accorge velocemente che si tratta di uno scherzo e inizia a minacciare Bart in maniera molto aggressiva. Queste chiamate erano basate su una serie di scherzi telefonici conosciuti come gli scherzi telefonici del Tube Bar: Boe ricalcava in parte il proprietario del Tube Bar Louis Deutsch, le cui risposte volgari sono state fonte d'ispirazioni per le repliche di Boe nei confronti di Bart. Gli scherzi telefonici comparvero per la prima volta nell'episodio L'odissea di Homer, il terzo ad essere mandato in onda, ma erano già presenti anche in Sola, senza amore che è il primo episodio prodotto della serie. Con lo sviluppo della serie, divenne sempre più difficile per gli sceneggiatori creare nuovi nomi falsi e scrivere le risposte infuriate di Boe, perciò gli scherzi telefonici diminuirono come gag abituale a partire dalla quarta stagione. Gli scherzi vengono riproposti occasionalmente durante la serie e l'ultima occasione in cui sono comparsi è stato l'episodio Operatore perduto, sebbene in quel caso Bart chiamò diversi baristi in giro per il mondo senza contattare Boe.
La frase tormentone "Ciucciati il calzino" (in originale "Eat my shorts") era un'improvvisazione della Cartwright rispetto al copione originale e si riferisce a un episodio accaduto alla Cartwright durante il liceo: ella faceva parte della banda del suo liceo, la Fairmont High School, e un giorno durante l'esibizione la banda cantò "Eat my shorts" invece del solito "Fairmont West! Fairmont West!" Le altre frasi tipiche di Bart, ovvero "E che cacchio" (in originale "¡Ay, caramba!") e "Non farti infartare" (in originale "Don't have a cow, man!") erano presenti sulle magliette prodotte durante la messa in onda delle prime stagioni de I Simpson, mentre "Cawabonga" (in originale "Cowabunga") è generalmente associata a Bart sebbene sia stata usata nella serie dopo che sono state prodotte delle magliette che riportavano questa parola. L'uso dello humor basato sulle frasi tormentone è stato parodiato nell'episodio Bart diventa famoso in cui il ragazzo ottenne un ruolo di primo piano nello show di Krusty il Clown per aver detto la frase "Non sono stato io." (in originale "I didn't do it."); gli sceneggiatori scelsero questa frase "schifosa" perché vollero dimostrare "come le cose peggiori possono diventare molto popolari."
Bart appare nudo in alcune scene della serie, sebbene vengano mostrate solo le natiche. Ne I Simpson - Il film, Bart compare in una sequenza in cui gira la città in skateboard completamente nudo mentre molti oggetti coprono i suoi genitali tranne un breve momento in cui è visibile solo il suo pene (il resto del corpo viene infatti coperto da una siepe). Questa scena fu una delle prime su cui si concentrò l'attenzione dei produttori per la realizzazione del film, anche se essi erano molto preoccupati riguardo a questo segmento poiché temevano che il film potesse essere classificato come R rating dal Motion Picture Association of America (cioè vietato ai minori di 17 anni non accompagnati dai genitori); alla fine il film fu classificato PG-13 dal Motion Picture Association of America (cioè sconsigliato ai minori di 13 anni non accompagnati dai genitori) per lo "humor irriverente presente in tutto il film" mentre il British Board of Film Classification lo classificò come PG (cioè per tutti, ma alcune scene potrebbero non essere adatte per bambini sotto gli 8 anni). La scena del nudo di Bart è stata in seguito inclusa da Entertainment Weekly nella lista delle "46 scene di nudo indimenticabili."
I tratti caratteristici di Bart, ovvero l'essere ribelle e avere mancanza di rispetto per l'autorità, sono stati paragonati a quelli dei padri fondatori degli Stati Uniti d'America e il personaggio è stato anche descritto come una versione aggiornata di Tom Sawyer e Huckleberry Finn uniti in un'unica persona. Chris Turner, nel suo libro Planet Simpson, descrive Bart come un esponente del nichilismo, una posizione filosofica la quale sostiene che l'esistenza è priva di un senso oggettivo, uno scopo o un valore intrinseco.
L'atteggiamento ribelle lo ha reso uno studente indisciplinato alla Scuola elementare di Springfield, in cui Bart è svogliato e fiero di esserlo ed è sempre in contrasto con la sua insegnante Edna Caprapall, il preside Seymour Skinner e a volte anche con il giardiniere Willie. Bart va male a scuola ed è consapevole di ciò, infatti nell'episodio Bart rischia grosso ha affermato: "Sono stupido, stupido come una palizzata." e nell'episodio Niente birra per Homer Lisa si convince che Bart è più stupido di un criceto. Nonostante la sua "stupidità" è abbastanza capace di imparare le lingue come per esempio il francese nell'episodio Crêpes alle Crêpes, vino al vino nella prima stagione, o nell'episodio La colpa è di Lisa nella tredicesima oppure lo spagnolo; nell'episodio Vocazioni diverse Bart diventa il sorvegliante della scuola e i suoi voti iniziano a migliorare, ciò fa ipotizzare che i suoi problemi scolastici siano dovuti alla sua scarsa attenzione e non al fatto che sia stupido; quest'idea viene ripresa e rafforzata nell'episodio Gli aiutanti speciali di Bart in cui si scopre che Bart soffre della sindrome da deficit di attenzione e iperattività e inoltre la sua ipotetica mancanza d'intelligenza può essere giustificata dall'ereditarietà del "gene Simpson", il quale indebolisce l'intelligenza dei membri maschili della famiglia Simpson. In realtà Bart dimostra in moltissime occasioni una grande intelligenza e un'eccezionale astuzia, riuscendo quasi sempre nei suoi piani e, in tante occasioni, riesce a imbrogliare e a mettere sotto scacco persone molto intelligenti, più di una volta ci è riuscito anche con sua sorella. Sebbene finisca continuamente nei guai e possa essere sadico, superficiale ed egoista, Bart ha anche esibito molte qualità d'integrità morale: ha aiutato, in alcune occasioni, il preside Skinner e la signora Caprapall: per esempio nell'episodio Il direttore in grigioverde, Bart causa involontariamente il licenziamento di Skinner e i due diventano amici al di fuori del contesto scolastico; dopo un po' di tempo Bart sente la mancanza del preside come un avversario e perciò fa in modo che gli venga riassegnato il ruolo, sapendo che in questo modo non sarebbero più potuti essere amici.
A causa della maliziosità di Bart e dal comportamento spesso non curante e incapace di Homer, i due hanno un rapporto tormentato: Bart si rivolge spesso a Homer chiamandolo con il suo nome di battesimo e non come "Papà", mentre il padre si riferisce a lui come "il ragazzo", e si rivolge a lui chiamandolo spesso "rospetto", "rospone" o, nei momenti di rabbia "brutto bacarospo" (nella lingua originale quando Homer lo rimprovera gli dice «Why you little!?»). Homer infatti perde facilmente la pazienza e, quando Bart lo provoca, egli lo strangola impulsivamente nella maniera dei cartoni animati; una delle idee originali per la serie era che Homer sarebbe stato "molto arrabbiato" e opprimente nei confronti di Bart, ma queste caratteristiche vennero in parte smussate nel momento in cui i loro caratteri venivano esplorati. Marge si prende più cura del figlio e riesce a capirlo e ad accudirlo meglio di Homer, ma anche lei afferma che Bart sia "una peste" e spesso si vergogna per gli scherzi del figlio: nell'episodio Marge non essere orgogliosa Marge pensa che stia dando troppe attenzioni nei confronti di Bart e perciò inizia ad avere un atteggiamento più distaccato nei suoi confronti dopo che suo figlio è stato scoperto mentre cercava di rubare un videogioco; all'inizio dell'episodio Bart protestò per l'eccessivo attaccamento che la madre aveva nei suoi confronti, ma una volta che il comportamento di Marge cambiò egli si sentì male e cercò di fare pace con lei. Nonostante il suo atteggiamento, Bart è a volte disposto a farsi umiliare se questo può far piacere a sua madre; Marge ha manifestato una comprensione per il suo "ometto tutto speciale" e lo ha difeso in varie occasioni: una volta disse, riferendosi al figlio, "Lo so che Bart può anche essere monello, ma so anche com'è fatto dentro. Ha come una scintilla. Non è una cosa cattiva. Ma è pur vero che gli fa fare delle cose cattive." Nell'episodio Accordi di bifolchi Bart parla con una terapista ammettendo che la causa dei suoi comportamenti distruttivi è dovuta alla consapevolezza che i suoi genitori, essendosi sposati giovani per via del fatto che la madre era incinta di lui, passerebbero la maggior parte del loro tempo a litigare l'uno con l'altra, e dunque Bart si sacrifica facendoli arrabbiare per far sì che se la prendano con lui piuttosto che tra di loro.
(Nancy Cartwright, 2008)
Bart ha una certa rivalità con la sorella minore, Lisa, mentre ha una relazione quasi amichevole con la più giovane delle due sorelle, Maggie, poiché è ancora una bambina piccola; anche se è capitato che Bart facesse spesso male a Lisa e siano anche arrivati alle mani, i due si vogliono molto bene (nell'episodio Milhouse non vive più qui iniziano a frequentarsi e a trascorrere il tempo insieme), infatti Bart si prende molto cura di Lisa e si scusa sempre quando esagera (oltretutto la prima parola di Lisa è stata "Bart" e quando fa un favore al quale Lisa tiene moltissimo, quest'ultima lo ricambia dicendogli di avere un carattere dolce). Egli crede inoltre che Lisa gli sia superiore nel risolvere i problemi e spesso va da lei per avere dei consigli ed è molto protettivo nei suoi confronti: quando un bullo le ha distrutto la scatola di muffin nell'episodio Bart il grande, Bart ha subito cercato di difenderla.
Nell'episodio Barthood viene mostrato che Bart ha un grande legame con suo nonno Abraham, tanto da andare a chiedergli consigli sulla sua tomba: Abraham, infatti, gli dava quelle attenzioni che i genitori rivolgevano a sua sorella Lisa, come comprandogli i regali di compleanno che desiderava oppure giocando con lui quando era piccolo. Nonostante ciò, durante la serie, Bart molto spesso assume gli stessi atteggiamenti indolenti della famiglia nei confronti del nonno.
Il migliore amico di Bart, sebbene a volte sia imbarazzato dalla loro amicizia, è Milhouse Van Houten; Bart ha una cattiva influenza su Milhouse e i due si ritrovano spesso coinvolti in scherzi e dispetti. A causa di questo comportamento, la madre di Milhouse, Luann Van Houten, proibisce al figlio di giocare insieme a Bart nell'episodio Homer definito; mentre in un primo momento questa cosa non interessava particolarmente a Bart, il ragazzo capisce alla fine che ha bisogno del suo amico e Marge riesce a convincere la signora Van Houten a cambiare idea. Mentre Bart è descritto come un ragazzo popolare e fico, lui e Milhouse sono spesso obiettivo dei bulli della scuola, tra cui Spada, Secco, Patata e Nelson; Milhouse descrive il loro stato sociale come "tre e mezzo. Saremo pestati dai bulli, ma almeno sapremo il perché." In alcuni episodi Bart e Nelson sono stati nemici, con Bart che gli ha anche dichiarato guerra in un'occasione, ma è capitato in altre circostanze che siano diventati amici.
Bart è uno dei più grandi fan di Krusty, tanto da avere la stanza piena di oggetti di merchandise di Krusty e da affermare una volta che "ho basato la mia intera vita sugli insegnamenti di Krusty", spende addirittura ben 75 dollari al mese per far parte del suo FanClub, nel rango più prestigioso di esso, cosa che gli consente di avere un'enorme quantità di gadget mensilmente ed anteprime del merchandising (gadget nuovi, snack in anteprima ecc.). Bart ha aiutato il clown in diverse occasioni, come quando vanificò il tentativo di Telespalla Bob di incastrare Krusty mandandolo in prigione per rapina a mano armata nell'episodio Krusty va al fresco o come quando riavvicinò il clown al padre nell'episodio Tale padre, tale clown, oppure come quando aiutò Krusty a tornare in onda con uno special televisivo e a far ripartire la sua carriera nell'episodio Lo show di Krusty viene cancellato, mentre Krusty, da parte sua, si dimentica con il tempo degli aiuti di Bart e lo tratta con disinteresse. Bart, durante un'estate, partecipò con entusiasmo al Kampeggio Krusty, ma quest'esperienza si rivelò ben presto un disastro, con il clown che non fu visto da nessuna parte; Bart mantenne vive le speranze di poter vedere Krusty ma, dopo che fu spinto oltre il limite della sopportazione a causa delle angherie subite, egli capì che era stato superato ogni limite di sopportazione e iniziò una rivolta che coinvolse tutto l'accampamento. A causa di ciò, Krusty fece immediatamente visita nella speranza di terminare il conflitto e tentare di tranquillizzare Bart. Una delle idee originali per la serie era che Bart adorasse un clown della televisione ma che non avesse alcun rispetto per suo padre, sebbene quest'aspetto non sia mai stato esplorato direttamente; a causa di questa idea di base, il disegno di Krusty si basa su Homer travestito da clown. L'episodio in cui Bart smaschera il piano di Telespalla Bob dà inizio a una lunga faida tra i due: gli scrittori, che decisero di far tornare ripetutamente Bob per avere la sua vendetta nei confronti di Bart, presero quest'idea dagli inseguimenti tra Wile Coyote e Beep Beep e raffigurarono Bob come una persona intelligente ossessionata dal poter catturare un ragazzo monello. Bob è comparso in quindici episodi nella cui trama erano presenti diversi piani malvagi, ma non ha mai raggiunto il suo scopo, ovvero quello di uccidere Bart.

### Abilità
Bart è un grande esperto in scherzi di ogni tipo, nell'escapologia, riesce a liberarsi da qualsiasi trappola e nella fuga, può fuggire da qualsiasi struttura ed è uno skater provetto. In più occasioni ha dimostrato di essere un maestro con la fionda riuscendo a colpire qualsiasi bersaglio con grande precisione: in I Simpson - Il film è riuscito a colpire un hot dog nella mano di Homer senza sfiorarlo e ne I Simpson - Il videogioco ha colpito un bersaglio mentre degli ingranaggi giravano. Possiede forza, velocità, agilità e riflessi straordinari ed è molto esperto nel taekwondo oltre ad essere un eccellente spadaccino; in un combattimento tra lui e Seymour Skinner (simile a quello tra Batman e Ra's al Ghul) ha dimostrato tali capacità da spadaccino e un'incredibile agilità. Bart ha reti di contatti e informatori ovunque tra vari bulli e criminali. Bart ha un alter ego segreto, Bartman: in tali vesti è un detective esperto di arti marziali con forza e agilità molto maggiori e un arsenale di armi.
Nonostante l'apparente stupidità, la scarsa attenzione per le materie scolastiche e il carattere autodistruttivo che manifesta di solito, Bart dimostra spesso di essere molto intelligente e altrettanto astuto.

## Accoglienza e influenza culturale

### Bartmania
A differenza delle stagioni più recenti, in cui si concentra maggiormente l'attenzione su Homer, Bart è stato il protagonista nella maggior parte degli episodi delle prime tre stagioni. Nel 1990 Bart divenne in breve tempo uno dei personaggi più popolari della televisione, portando al fenomeno chiamato Bartmania; infatti Bart diventò il personaggio de I Simpson più presente nei prodotti messi in commercio, come per esempio le magliette: all'inizio degli anni novanta furono vendute milioni di T-shirt raffiguranti Bart e all'apice del successo ne venivano vendute un milione al giorno. In alcune scuole pubbliche statunitensi, ritenendo Bart un cattivo modello di comportamento, fu vietato di indossare magliette raffiguranti il personaggio, poiché contenevano frasi del tipo "Sono Bart Simpson. E tu chi diavolo sei?" (in originale "I'm Bart Simpson. Who the hell are you?") e "Svogliato (e fiero di esserlo!)" (in originale "Underachiever ('And proud of it, man!')"). Il merchandise legato a I Simpson generò due miliardi di dollari di ricavi nei primi 14 mesi di vendite e il successo di Bart ha dato origine a un mercato nero in cui venivano venduti oggetti contraffatti, in particolare magliette: in alcune magliette Bart pronunciava slogan diversi, in altre invece veniva rappresentato in maniera diversa dando origine a diverse forme del personaggio come "Bart Ninja mutante, Air Simpson Bart e RastaBart". Matt Groeing di solito non aveva obiezioni riguardo al mercato di contrabbando degli oggetti raffiguranti i personaggi della serie, ma fece un'eccezione per alcune magliette che rappresentavano Bart in uniforme nazista o come un naziskin; la 20th Century Fox citò in giudizio il creatore di queste magliette, il quale si accordò con il network televisivo per interromperne la produzione.

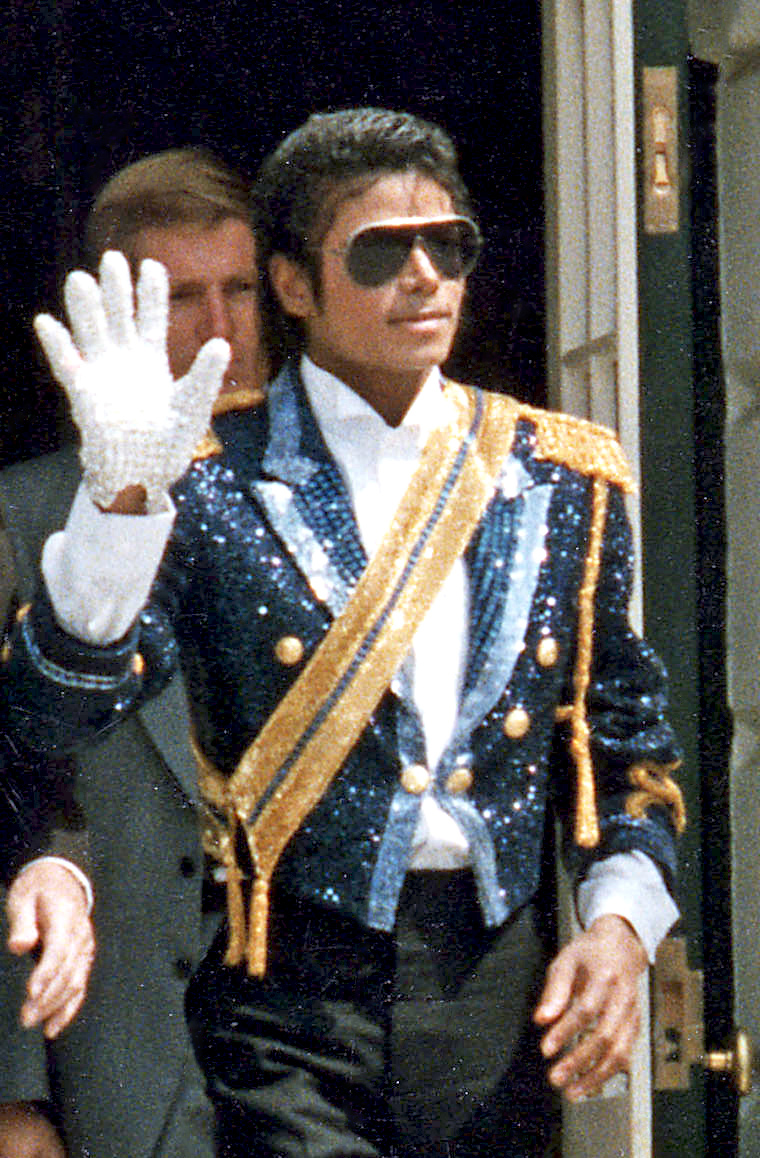
Michael Jackson, che era un fan di Bart, scrisse la canzone Do the Bartman

Grazie al successo della serie, la Fox decise durante l'estate del 1990 di spostare l'orario di programmazione de I Simpson dalle 20 Eastern Standard Time della domenica allo stesso orario del martedì, così da poter competere con la serie I Robinson trasmessa dalla NBC che, in quel periodo, era il programma televisivo più visto della TV statunitense. A causa di questo spostamento, in quell'estate vennero pubblicati molti articoli riguardo alla rivalità tra Bill Cosby e Bart Simpson tanto che in un articolo di Entertainment Weekly del 31 agosto 1990 è presente un'immagine di Bill Cosby che indossava una maglietta raffigurante Bart. L'episodio Bart rischia grosso fu il primo ad essere trasmesso in contemporanea con I Robinson e si posizionò all'ottavo posto dei programmi più visti, ottenendo un indice di ascolto fornito dalla Nielsen Media Research inferiore rispetto a I Robinson che ebbe un valore pari a 18,5. Questo indice si basa sul numero di televisori presenti nelle case che vengono sintonizzati per vedere quel determinato programma, ma la Nielsen Media Research stimò che 33,6 milioni di spettatori videro l'episodio facendo diventare I Simpson il programma più visto della settimana in base al numero reale di spettatori. Divenne il programma della Fox più visto fino a quel momento ed è al 2014 l'episodio con il più alto indice di ascolto nella storia della serie. Grazie alla sua popolarità, Bart è stato il membro della famiglia Simpson più utilizzato per la promozione degli episodi della serie, anche in quelli in cui non è coinvolto nella trama principale.
Bart fu proclamato il "re della televisione del 1990", "la nuova stella più luminosa della TV" e un "successo inalterato". Entertainment Weekly nominò Bart "intrattenitore dell'anno" per il 1990, scrivendo che "Bart ha dimostrato di essere un ribelle che è anche un bravo ragazzo, il terrore che viene facilmente spaventato, una scheggia che meraviglia noi e lui stesso con importanti dimostrazioni della sua forza d'animo." Nelle elezioni statunitensi del 1990 per il rinnovo del Congresso, di parte del Senato e per la carica di Governatore in alcuni stati, Bart è stato uno dei personaggi, tra quelli non presenti nelle liste elettorali, più votato e in alcune è stato il secondo più votato dopo Topolino tra i personaggi immaginari. Nella parata per il Giorno del ringraziamento del 1990 fece il suo debutto un pallone di elio raffigurante Bart che venne riproposto tutti gli anni durante la manifestazione; viene fatto riferimento a questo avvenimento nell'episodio Bart sfida la festa del Ringraziamento, che è stato trasmesso lo stesso giorno della parata, in cui Homer dice a Bart: "Se si dovesse fare un pallone per tutti i personaggi "fuochi di paglia" dei cartoni animati, la parata diventerebbe una farsa!" Nel frattempo, alle spalle dei due e facendo riferimento a questa frase, appare brevemente alla televisione un pallone che raffigura Bart.
L'album The Simpsons Sing the Blues è stato pubblicato nel settembre 1990 e fu un successo, raggiungendo il terzo posto nella Billboard 200 ed è stato certificato come doppio disco di platino dalla Recording Industry Association of America. Il primo singolo estratto dall'album fu il brano pop rap Do the Bartman, eseguito da Nancy Cartwright e pubblicato il 20 novembre 1990; il brano fu scritto da Michael Jackson, sebbene non sia stato accreditato ufficialmente. Jackson infatti era un fan de I Simpson, in particolar modo di Bart, e una notte contattò i produttori della serie offrendo di scrivere un brano da primo posto nelle classifiche di vendite e di doppiare un personaggio in un episodio, riuscendo a prendere parte all'episodio della terza stagione Papà-zzo da legare con lo pseudonimo John Jay Smith. Nonostante la canzone non sia mai stata pubblicata ufficialmente come singolo negli Stati Uniti, ebbe un notevole successo nel Regno Unito: nel 1991 fu al primo posto nella classifica dei singoli venduti nel Regno Unito per tre settimane, dal 16 febbraio al 9 marzo, e fu il settimo singolo con il maggior numero di vendite di quell'anno, vendendo mezzo milione di copie e venendo riconosciuto come disco d'oro dal British Phonographic Industry il 1º febbraio 1991.

### Bart come modello di comportamento
(Matt Groening, in un'intervista del 1998 in cui risponde alla domanda "Come rispondi alle critiche che considerano Bart Simpson un orribile modello di comportamento per i bambini?")
La natura ribelle di Bart, che è spesso il risultato della mancanza di punizioni dovute ai suoi comportamenti, portò alcuni genitori e conservatori a rappresentare il personaggio come un mediocre modello di comportamento per i bambini, tanto che il giornalista del Pittsburgh Post-Gazette Robert Bianco scrisse che "[Bart] è più furbo dei suoi genitori e inganna gli insegnanti; in poche parole, è il ragazzino che avremmo voluto essere e il figlio che non vorremmo avere". Gli insegnanti affermarono che Bart era una "minaccia per l'insegnamento" a causa del suo atteggiamento "da sfaticato che è fiero di esserlo" e dell'approccio negativo riguardo alla sua educazione, mentre altri lo descrissero come un personaggio "egoista, prepotente e meschino". James L. Brooks, in risposta alle critiche ricevute, disse "sono molto diffidente nei confronti di una televisione in cui si presume che chiunque possa essere un modello di comportamento, non trovate così tanti esempi nella vita reale. Perché la televisione dovrebbe esserne piena?"; in riferimento a questo concetto, Elizabeth Thoman, direttore esecutivo del Center for Media and Values di Los Angeles, affermò che "se i ragazzi guardano con ammirazione Bart Simpson, dobbiamo chiederci perché usiamo la televisione per tutti i modelli di comportamento della nostra società, [...] Fino a quando continueremo con l'idea che la televisione sia il posto dove si imparano i modi di comportamento, noi permettiamo alla televisione di diventare un sistema scolastico."
Nel 1990 William Bennett, che in quel periodo era a capo dell'Office of National Drug Control Policy degli Stati Uniti, durante una visita a un centro di disintossicazione a Pittsburgh e notando un poster con sopra raffigurato Bart, affermò "Ragazzi non starete guardando i Simpson, vero? Questo non vi aiuterà in alcun modo"; Bennett si scusò, ammettendo che "era solo uno scherzo" dopo che vi fu una reazione violenta riguardo alla sua osservazione. In un'intervista del 1991 Bill Cosby descrisse Bart come un cattivo modello di comportamento per i bambini, affermando che è "pieno di rabbia, confuso, irritato"; in risposta a ciò, Matt Groening disse che "questo riassume Bart, certamente. La maggior parte delle persone è in lotta per essere normale, Bart pensa che la normalità sia molto noiosa e fa le cose che gli altri desiderano solamente fare". Il 27 gennaio 1992, l'allora presidente George H. W. Bush disse che "abbiamo intenzione di continuare a cercare di rafforzare la famiglia americana, per rendere le famiglie americane molto di più simili ai Walton e molto meno ai Simpson". Gli autori della serie realizzarono una risposta ironica nella forma di una piccola battuta che è stata trasmessa tre giorni dopo in una replica dell'episodio Papà-zzo da legare nel quale Bart replica al presidente dicendo "Ehi, siamo proprio come i Walton. Stiamo anche implorando per la fine della Depressione".
Sebbene ci furono molte critiche riguardo al personaggio, vennero fatti commenti a suo favore provenienti da diverse personalità: Peggy Charren, presidente dell'Action for Children's Television, un'organizzazione popolare ideata per aumentare la qualità delle trasmissioni televisive per bambini, commentò che "la famiglia Simpson è uno dei pochi cartoni della televisione commerciale che ti fa riflettere. [...] Come puoi insegnare la Costituzione se metti al bando le magliette?" L'opinionista Erma Bombeck scrisse che "i ragazzi hanno bisogno di sapere che da qualche parte in questo mondo c'è un loro contemporaneo che può fargli tirare fuori tutte quelle cose su cui hanno potuto solo fantasticare, qualcuno che può dare addosso ai propri genitori una volta ogni tanto e che ha ancora la possibilità di vivere". Nel 2003 Bart si posizionò al primo posto in un sondaggio effettuato tra i genitori del Regno Unito in cui si chiedeva "quale personaggio inventato ha la maggiore influenza tra i bambini sotto i 12 anni".

### Elogi

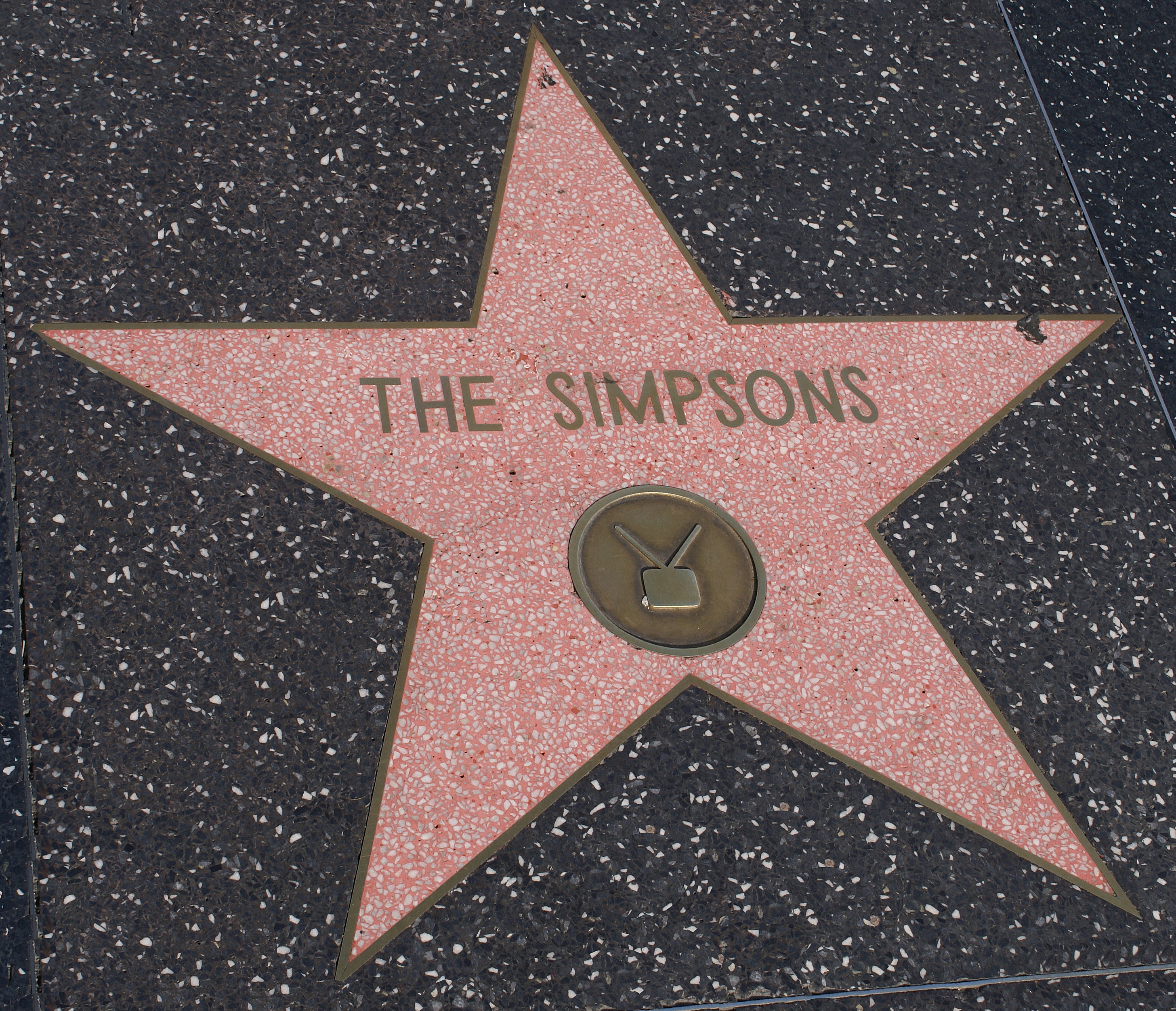
Nel 2000 Bart, insieme al resto della famiglia Simpson, è stato premiato con una stella nella Hollywood Walk of Fame

Nel 1998 la rivista TIME ha inserito Bart nella lista delle 100 persone più importanti del XX secolo, risultando l'unico personaggio di fantasia presente nella lista; inoltre Bart era comparso sulla copertina della stessa rivista il 31 dicembre 1990. È stato inoltre classificato al 48º posto della classifica stilata nel 1996 da TV Guide sui "50 personaggi televisivi più importanti di tutti i tempi" e insieme a Lisa è stato posizionato all'11º posto sempre da TV Guide nella classifica dei "50 personaggi animati più importanti di tutti i tempi" stilata nel 2002.
Nel 1992, alla cerimonia dei Premi Emmy, Cartwirght vinse un Emmy per miglior doppiatore (voce narrante) per il doppiaggio di Bart nell'episodio della terza stagione Vocazioni diverse condividendo il premio insieme ad altri 5 doppiatori de I Simpson; inoltre la Cartwirght nel 1995 vinse un Annie Award per la recitazione in un programma di animazione grazie al doppiaggio di Bart. Molti episodi in cui Bart ha un ruolo di primo piano sono stati candidati per il Premio Emmy al miglior programma di animazione; tra questi vi sono Radio Bart nel 1992, Future-Drama nel 2005, Una coppia da Haw-Haw nel 2007 e La fobia di Homer che nel 1997 vinse il premio. Il 14 gennaio 2000, Bart e tutta la famiglia Simpson sono stati premiati con una stella nella Hollywood Walk of Fame.
La popolarità del personaggio è molto alta anche fuori dai confini statunitensi: infatti nel settembre 2014 lo Zenit, squadra calcistica di San Pietroburgo, ha deciso di far diventare Bart la seconda mascotte della squadra, facendogli indossare la divisa del club con il numero 87, il quale si riferisce alla prima messa in onda della serie avvenuta nel 1987.

### Merchandising
Bart, oltre ad essere rappresentato sulle magliette, è stato utilizzato in molti prodotti di merchandise relativo a I Simpson come per esempio deodoranti per automobili, berretti da baseball, adesivi per automobili, cartonati, magneti da frigorifero, portachiavi, bottoni, bambole, manifesti, figurine, orologi, sculture in pietra ollare, Chia Pet, palle da bowling e boxer. Matt Groening ha pubblicato vari libri che parlano della personalità e delle caratteristiche di Bart Simpson, tra questi vi sono in particolare The Bart Book e Bart Simpson. Guida alla vita, mentre il libro I Simpson e la filosofia, che non è una pubblicazione ufficiale di Groening, ha al suo interno un capitolo in cui si analizza il suo comportamento in relazione alla filosofia di Friedrich Nietzsche.
Bart è inoltre apparso in altri media collegati a I Simpson: è presente in tutti i videogiochi derivanti dalla serie, inclusi Bart vs. the World, Bart Simpson's Escape from Camp Deadly, Bart vs. the Space Mutants, Bart's House of Weirdness, Bart vs. The Juggernauts, Bartman Meets Radioactive Man, Bart's Nightmare, Bart & the Beanstalk, I Simpson - Il videogioco, pubblicato nel 2007 e LEGO Dimensions (2015) inoltre Bart compare anche nel fumetto Simpsons Comics, pubblicato mensilmente a partire dal 29 novembre 1993, e in una striscia a fumetti propria, chiamata Bart Simpson Comics pubblicata a partire dal 2000; infine il personaggio di Bart ha un ruolo nell'attrazione The Simpsons Ride presente negli Universal Studios in Florida e in quelli di Hollywood.
Bart, insieme ad altri personaggi de I Simpson, è comparso in numerosi spot televisivi delle barrette dolci Butterfinger dal 1990 al 2001, in cui egli usava lo slogan "Nobody better lay a finger on my Butterfinger!" (traducibile in "Meglio che nessuno metta un dito sul mio Butterfinger") e questa campagna pubblicitaria fu molto importante per la prosecuzione della serie, infatti lo stesso Groening affermò che la pubblicità della Butterfinger fu uno dei motivi che spinsero la Fox a proseguire la serie; la campagna pubblicitaria fu interrotta nel 2001 con la Cartwright che rimase molto dispiaciuta da ciò. Bart è inoltre comparso nelle pubblicità di Burger King, C.C. Lemon, Church's Chicken, Domino's Pizza, Kentucky Fried Chicken, Ramada Inn, Ritz e Subway, inoltre nel 2001 la Kellogg's mise sul mercato per un periodo di tempo limitato un nuovo prodotto chiamato "Cereali di Bart Simpson alla cioccolata e al burro di arachidi". Prima che iniziasse la serie con puntate di mezz'ora, Matt Groening scelse Bart come rappresentante della Jell-O: voleva che Bart cantasse "J-E-L-L-O" emettendo un rutto sulla O, questo perché era convinto che i ragazzi il giorno dopo aver visto lo spot avrebbero cercato di imitarlo, ma la sua idea fu rifiutata.
Il 9 aprile 2009 la United States Postal Service inaugurò una serie di cinque francobolli a 44 centesimi di dollaro che rappresentavano Bart e gli altri quattro membri della famiglia Simpson, diventando così i primi personaggi di una serie televisiva a ricevere questo riconoscimento mentre la serie era ancora in produzione; i francobolli, disegnati da Groening, sono stati messi a disposizione per l'acquisto a partire dal 7 maggio 2009.